# アブンダンティア (小惑星)
アブンダンティア (151 Abundantia) は、小惑星帯に位置する岩石質のS型小惑星の一つ。
1875年11月1日にオーストリアの天文学者、ヨハン・パリサがポーラ（現クロアチア領プーラ）で発見し、ローマ神話に登場する幸運の女神アブンダンティアから命名された。また1870年代に小惑星の発見数が増大してきたことを記念する意味もこめられている。